# جوك كاميرون
جوك كاميرون (5 يوليو 1905 ببورت إليزابيث في جنوب أفريقيا - 2 نوفمبر 1935) (بالإنجليزية: Jock Cameron)‏ هو لاعب كريكت جنوب أفريقي. شارك مع منتخب جنوب أفريقيا الوطني للكريكت.

## وصلات خارجية
- جوك كاميرون على موقع إي آس بي آن كريك إنفو (الإنجليزية)